# 1959 Karbyshev
1959 Karbyshev је астероид главног астероидног појаса са средњом удаљеношћу од Сунца која износи 2,316 астрономских јединица (АЈ).
Апсолутна магнитуда астероида је 12,9.